# Eendenkooi Stokman
De Eendenkooi Stokman is een eendenkooi, tegenwoordig onderdeel van een klein natuurgebied, bij Vijfhuizen in Noord-Holland.
Al sinds 1701 bevindt zich hier, oorspronkelijk op een landtong tussen het Spieringmeer en Haarlemmermeer, een eendenkooi.  Sinds 1757 is deze onafgebroken beheerd door de familie Stokman. Bij de inpoldering van het Haarlemmermeer kwam de eendenkooi binnen de Ringvaart te liggen. In 1990 is de grond verkocht aan Landschap Noord-Holland, maar er werken nog steeds Stokmannen als kooiker en terreinbeheerder.
Er komen vele soorten bomen en vogels in het gebied voor.
Rondleidingen zijn op afspraak te maken tussen half april en eind mei.